# Firblad (slægt)
Firblad (Paris) er en slægt med ca. 5 arter, som er udbredt i Eurasien. Det er flerårige, urteagtig planter med en opret vækst. Fra roden skyder en enkelt, ugrenet stængel til vejrs. Den bærer en krans, bestående af 3 eller 4 (sjældnere: flere) blade, som er stilkede, hele og lancet- til ægformede. På oversiden ses tre hovedribber og et netværk af sideribber. Bladranden er hel. På hvert skud dannes også kun én blomst. Den er regelmæssig og 4-11 tallig. De ydre blosterblade er lancet- til ægformede og grønne (sjældnere: hvide), mens de indre er trådformede eller manglende. Frugten er et opretstående, 4-11 rummet bær med nogle få eller mange frø.
| Beskrevne arter |

- Firblad (Paris quadrifolia)

| Andre arter |

- Paris japonica
- Paris mandshurica
- Paris polyphylla
- Paris verticillata